# العلاقات السويسرية القبرصية
العلاقات السويسرية القبرصية هي العلاقات الثنائية التي تجمع بين سويسرا وقبرص.

## مقارنة بين البلدين
هذه مقارنة عامة ومرجعية للدولتين:
| وجه المقارنة                                              | سويسرا                                                                                      | قبرص                                                                 |
| --------------------------------------------------------- | ------------------------------------------------------------------------------------------- | -------------------------------------------------------------------- |
| المساحة (كم2)                                             | 41.28 ألف                                                                                   | 9.24 ألف                                                             |
| عدد السكان (نسمة)                                         | 8.21 مليون                                                                                  | 1.14 مليون                                                           |
| الكثافة السكانية (ن./كم²)                                 | 198.89                                                                                      | 123.38                                                               |
| العاصمة                                                   | برن                                                                                         | نيقوسيا                                                              |
| اللغة الرسمية                                             | اللغة الألمانية، اللغة الإيطالية، لغة فرنسية، اللغة الرومانشية، الألمانية السويسرية الموحدة | اليونانية الحديثة، اللغة التركية، لغة يونانية                        |
| العملة                                                    | فرنك سويسري                                                                                 | يورو، جنيه قبرصي                                                     |
| الناتج المحلي الإجمالي (بليون دولار)                      | 678.89 مليار                                                                                | 21.65 مليار                                                          |
| الناتج المحلي الإجمالي (تعادل القوة الشرائية) بليون دولار | 518.07 مليار                                                                                | 26.73 مليار                                                          |
| الناتج المحلي الإجمالي الاسمي للفرد دولار أمريكي          | 80.94 ألف                                                                                   | 23.24 ألف                                                            |
| الناتج المحلي الإجمالي للفرد دولار أمريكي                 | 59.54 ألف                                                                                   | 30.24 ألف                                                            |
| مؤشر التنمية البشرية                                      | 0.930                                                                                       | 0.850                                                                |
| رمز المكالمات الدولي                                      | +41                                                                                         | +357                                                                 |
| رمز الإنترنت                                              | .ch، .swiss ‏                                                                                | .cy                                                                  |
| المنطقة الزمنية                                           | توقيت وسط أوروبا، ت ع م+01:00، ت ع م+02:00، أوروبا/زيورخ ‏                                   | ت ع م+02:00، ت ع م+03:00، توقيت شرق أوروبا، توقيت شرق أوروبا الصيفي ‏ |

## منظمات دولية مشتركة
يشترك البلدان في عضوية مجموعة من المنظمات الدولية، منها:
| علم المنظمة | اسم المنظمة                               | تاريخ انضمام سويسرا | تاريخ انضمام قبرص |
| ----------- | ----------------------------------------- | ------------------- | ----------------- |
|             | مؤسسة التمويل الدولية                     | 29 مايو 1992        | 2 مارس 1962       |
|             | مجموعة أستراليا                           | 1987                | 2000              |
|             | يونسكو                                    | 28 يناير 1949       | 6 فبراير 1961     |
|             | مجموعة الموردين النوويين                  | ?                   | ?                 |
|             | مؤسسة التنمية الدولية                     | 29 مايو 1992        | 2 مارس 1962       |
|             | المركز الدولي لتسوية المنازعات الاستشارية | 14 يونيو 1968       | 25 ديسمبر 1966    |
|             | وكالة ضمان الاستثمار متعدد الأطراف        | 12 أبريل 1988       | 12 أبريل 1988     |
|             | منظمة حظر الأسلحة الكيميائية              | ?                   | ?                 |
|             | الاتحاد الدولي للاتصالات                  | 1866                | 24 أبريل 1961     |
|             | الأمم المتحدة                             | 10 سبتمبر 2002      | 20 سبتمبر 1960    |
|             | منظمة الشرطة الجنائية الدولية             | ?                   | ?                 |
|             | البنك الدولي للإنشاء والتعمير             | 29 مايو 1992        | 21 ديسمبر 1961    |
|             | منظمة الأمن والتعاون في أوروبا            | 25 يونيو 1973       | 25 يونيو 1973     |
|             | الاتحاد البريدي العالمي                   | ?                   | ?                 |
|             | منظمة التجارة العالمية                    | ?                   | ?                 |
|             | الفريق المعني برصد الأرض                  | ?                   | ?                 |
|             | المنظمة الأوروبية لسلامة الملاحة الجوية   | 1992                | 1991              |
|             | مجلس أوروبا                               | ?                   | ?                 |

## وصلات خارجية
- موقع وزارة الخارجية السويسرية
- موقع وزارة الخارجية القبرصية